# Fernandinho (cantante)
Fernando Jerônimo dos Santos Júnior (Aracaju, 24 de marzo de 1973) popularmente conocido como Fernandinho, es un cantante de música contemporánea cristiana, compositor, productor musical y pastor evangélico brasileño.
Es miembro y pastor de la Segunda Iglesia Bautista de campos y líder del Ministerio Hace lluvia. Comenzó su carrera en 2001 con el álbum de estudio Formoso eres, pero alcanzó notoriedad nacional con el Que llueve álbum, lanzado en 2003, y con el que obtuvo varias nominaciones en el Trofeo Talento. Años después, en 2009 se puso en marcha Una nueva historia, su mayor éxito comercial. En agosto de 2012, se lanzó el CD Sus sueños y en marzo de 2013 grabó el DVD con su concierto ofrecido en el HSBC Arena en Barra da Tijuca, en Río de Janeiro. Su trabajo más reciente es Galileo (2015).
Se le considera actualmente como uno de los cantantes de gospel de mayor éxito a nivel nacional, tanto en ventas como en las visitas por Internet.

## Biografía
Nacido en la ciudad de Aracaju, Sergipe. Su familia se trasladó a São Mateus (Espírito Santo), y antes de que Fernandinho cumpliera los quince años se mudó a Campos dos Goytacazes en el estado de Río de Janeiro. Muy joven ya formaba parte de un grupo donde recibió instrucción musical y aprendió las técnicas de canto; después de crearse, cantaba y tocaba la batería en el grupo hagios Grupo.

## Discografía
Álbumes de estudio
- 2002: Formoso És
- 2006: Geração de Samuel
- 2014: Acústico

Álbumes en vivo
- 2003: Faz Chover
- 2005: Abundante Chuva
- 2007: Sede de Justiça
- 2008: Amigos Adoradores (com Heloisa Rosa y Ricardo Robortella)
- 2009: Uma Nova História
- 2011: Sou Feliz
- 2012: Teus Sonhos
- 2015: Galileu
- 2018: Fernandinho em Casa
- 2020: Santo

Álbumes en español
- 2022: Una Nueva Historia

Álbumes producidos por Fernandinho
- 2002: Somos um
- 2008: Venho ao Teu Reino